# Aclerda arundinariae
Aclerda arundinariae är en insektsart som beskrevs av Mcconnell 1943. Aclerda arundinariae ingår i släktet Aclerda och familjen Aclerdidae. Inga underarter finns listade i Catalogue of Life.